# Carl Johan Nilsson
För andra betydelser, se Carl Johan Nilsson (olika betydelser).
Carl Johan Nilsson, född 6 januari 1887 i Uppsala, död 1940 i Chicago var en svensk-amerikansk bildhuggare och formgivare.
Han var son till dagkarlen Otto Nilsson och Ulrica Ersdotter. Nilsson började som elev hos bildhuggaren Oskar Berg i Stockholm, varefter  han studerade för John Börjeson vid Konstakademien i Stockholm 1891–1896. För Svenska panoptikon i Stockholm utförde han ett flertal figurer och grupper varav några visades på Sveriges allmänna konstförenings utställning i Stockholm 1895. Han biträdde under två års tid John Börjeson vid arbetet med ryttarstatyerna Karl X Gustav för Malmö och Magnus Stenbock för Helsingborg. 
Nilsson reste till Amerika 1899 för att där ställa ut 16 polykroma grupper som skildrade Jesu liv som han utfört tillsammans med Oskar Berg inför Stockholmsutställningen 1897. Grupperna ställdes ut i Boston, Buffalo och S:t Louis men mottogs med svalt intresse. Däremot fick han ett flertal beställningar på porträttbyster i S:t Louis så han stannade kvar i staden och drev där även en konstskola fram till 1905 då han flyttade till Chicago. Han anställdes som modellör vid en terrakottafabrik i Chicago och var vid sidan av detta arbete verksam som skulptör och bildhuggare. Han medverkade i de svensk-amerikanska utställningarna i Chicago och var en av initiativtagarna till bildandet av The Swedish-American Art Association som bildades 1905 i Chicago med Nilsson som ordförande. Bland hans offentliga arbeten märks den allegoriska gruppen Rättvisa, lag, och skuldslaveri för tingshuset i Greensburg. 
Nilsson är representerad vid American Swedish Historical Museum of Philadelphia.